# Акома (язык)
Ако́ма или ааку — язык индейцев пуэбло Акома в штате Нью-Мексико (США). 

## Генеалогия и особенности названия
В лингвистической литературе можно встретить различные варианты наименования данного языка, что связано с трудностями классификации. О языке западный керес (западнокересский, акома-лагуна) говорят, если объединяют в один язык диалекты пуэбло Акома и соседнего пуэбло Лагуна. Если же акома выделяют как отдельный язык, его могут обозначить как ааку (от самоназвания). Впрочем, в принадлежности языка пуэбло акома к кересским языкам никто не сомневается.

## Социолингвистика
Резервация Акома, наряду с еще 19 поселениями типа пуэбло, находится на северо-западе штата Нью-Мексико, что обусловило языковые контакты как с испанским, так и с английским языками. Испанский язык оставил свой след в первую очередь в лексике: "перекочевали" понятия, связанные с хозяйством, образованием, администрированием и религией (многие элементы католицизма до сих пор вплетены в традиционные ритуалы).
С конца XIX века детей начинают отправлять учиться в школы-интернаты, где английский является языком общения и образования. В 1960-х на территории самой резервации в рамках программы Head Start открываются дошкольные образовательные учреждения, где дети начинают усваивать английский еще раньше. Принято считать, что к 1980 в сообществе уже произошел языковой сдвиг, окончательно закрепившийся за следующее десятилетие. В 1997 году это было подтверждено: результаты опроса родителей школьников и участников Head Start Program показали, что в резервации не было детей дошкольного или школьного возраста, для которых акома был бы первым языком. Многие из опрошенных пояснили, что сами недостаточно хорошо владели акома, а потому предпочитали не говорить на нем с детьми.
С этого же года в пуэбло стали предприниматься попытки по возрождению языка: проводятся языковые лагеря, где дети получают возможность практиковать язык в расслабленной обстановке, в местном образовательном центре существуют курсы языка акома. На данный момент невозможно однозначно оценить эту деятельность как успешную или неуспешную. 

## Типологическая характеристика

### Тип выражения грамматических значений
Акома, как и многие языки Северной Америки, является синтетическим языком. В нем существует крайне распространенная система аффиксов. 
[Maring 1967, 71]
s̥áwɨchit̥akan̍itʔu
s̥á-úɨchit̥a-can̍itʔu 
SUB1:(OBJ3)-cut-SDual
We (dual.) cut.

### Характер границы между морфемами
В акома можно наблюдать агглютинативные и фузионные элементы. С одной стороны, глагольные формы образуются составлением аффиксов и границы между ними различимы. С другой, в языке встречается как формальная, так и семантическая фузия. Стоит отметить, что произношение достаточно сильно зависит от речевой ситуации: в более формальных контекстах (религиозные церемонии, передача фольклора) говорят нараспев, при этом опуская многие аффиксы.  
[Maring 1967, 70]
t̥úwaskʔɨthinI
stʔa-uwáa-us̄kʔɨtʔin-ni
SUB1:(OBJ3):DUB-SPl-drink-COMP
We (pl.) drink (Dubitative). 

### Локус маркирования

#### в посессивной именной группе
В языке акома в посессивной именной группе можем наблюдать вершинное маркирование при помощи специального показателя ( для 3S -k̍á). 
[Miller 1965, 178]
we̍e kuhây̍a k̍áwa̍ast̍i
we̍e kuhây̍a k̍á-uwa̍a-st̍i 
the bear her/his-PL-cub
the bear's cubs

dûw̍a mâagî̍îze̍eši k̍ánâaya 
dûw̍a mâagî̍îze̍eši k̍á-nâaya 
this girl her/his-mother
this girl's mother

Также существует особый класс существительных (почти полностью состоящий из слов, обозначающих части тела), не употребляемых без маркера посессивности. Посессивный показатель ассимилируется со словоформой, тем самым указывая на неотчуждаемость.
[Miller 1965, 144]
qjíik̍a -- c̍íik̍a
mouth  -- his / her mouth
u:̂sêen̍is̄i -- kusêen̍is̄i
hair      -- his / her hair

#### в предикации
В предикации, как и в посессивной ИГ, имеет место вершинное маркирование. 
[Maring 1967, 124]
s̥ʔâwat̥a           síkʔana náʔaci tɨrírɨka cʔíthA
s̥ʔâ-wat̥a          síkʔana náʔaci tɨrírɨka cʔí-tha
my-brother again     new    truck    SUB3:OBJ3-get
My brother got a new truck. 

### Тип ролевой кодировки в предикации
В языке акома лицо субъекта (и объекта, если таковой имеется) кодируется в одном аффиксе, находящемся в глагольной словоформе на первой позиции. Один и тот же аффикс может выражать как лицо только субъекта, так и лицо субъекта и объекта. Число субъекта и объекта может кодироваться как в префиксе, так и в суффиксе. Более того, они могут кодироваться как одним аффиксом, так и двумя различными. В этом случае аффикс клитика числа объекта встанет между аффиксом лица и корнем, а аффикс подлежащего — после корня. Единственное число никак не выражено.   
Агенс при непереходном глаголе (1) и пациенс при непереходном глаголе (2, вторая клауза) кодируются одинаково, агенс и пациенс при переходном глаголе кодируются совместно (2, первая клауза). При этом существуют аффиксы, кодирующие только субъект, а исключительно объектных аффиксов нет. Это позволяет говорить об аккузативном типе ролевой кодировки.  
[Maring 1967, 107]
(1) dyáamí ciyáatha 
   dyáamí ci-yu-etha
   eagle    SUB3-fly-CONT
   The eagle is flying. 
(2) sámaʔákA           ʔéen̍a      sʔeʔénu                 ʔée s̄uw̍é ʔes̄U ciípáthU
   sá-maʔákA          ʔéen̍a      sʔe-ʔénu                ʔée s̄uw̍é ʔes̄U ci-ípá-thU
   my-daughter while ago SUB1:OBJ3-bathe and then            SUB3-sleep-INCH
   I gave my daughter a bath a while ago and then she went to sleep. 

### Базовый порядок слов
В [Miller 1965] базовый порядок слов в акома указывается как SOV (subject - object - verb), однако в [Maring 1967] утверждается, что возможны и SVO, и SOV (подлежащее должно быть до прямого дополнения и сказуемого, очередность между которыми строго не регламентирована). 
[Miller 1965, 173]
mâagî̍îze̍eši k̍ánâaya dyu̍ubé
mâagɨɨze̍eši k̍á-nâaya dyu-u̍ubéʔe
girl her/his-mother SUB3:OBJ3:DUB-tell 
The girl told her mother. 

[Maring 1967, 108]
s̥iyáana c̄ʔúphe kʔúmáwéci kʔus̥̄á 
s̥iyáana c̄ʔu-úpʔe kʔúmáwéci kʔus̥̄á 
mouse SUB3:OBJ3-eat cornmeal last night 
The mouse ate the cornmeal last night.  

К тому же, в [Maring 1967] встречаются примеры с порядком слов VS. Сам автор объясняет это несовершенным уровнем владения языка многих его носителей. 
 [Maring 1967, 130]
škúphetʔa s̥ʔáwat̥a cíiháma síkʔana sʔináya wés̥ityú cúʔunyekúnis̄i
škú-phetʔa s̥ʔá-wat̥a cíi-háma síkʔana sʔi-náya wés̥i-tyú cúʔu-nye-khú-nis̄i
SUB3:OBJ1-ask my-brother some-long again my-mother toward-up come up-FUT-SUB3-NOM
My brother asked me when my mother was coming up again. 

## Особенности

### Фонологическая система[7]
В акома выделяется 39 согласных фонем. 
|                      | plain                                     | plain                                     | plain                                     | plain                                     | plain                                     | glottalized                               | glottalized                               | glottalized                               | glottalized                               | glottalized                               |
|                      | Labial                                    | Dental                                    | Palatal                                   | Retroflex                                 | Velar                                     | Labial                                    | Dental                                    | Palatal                                   | Retroflex                                 | Velar                                     |
| -------------------- | ----------------------------------------- | ----------------------------------------- | ----------------------------------------- | ----------------------------------------- | ----------------------------------------- | ----------------------------------------- | ----------------------------------------- | ----------------------------------------- | ----------------------------------------- | ----------------------------------------- |
| OBSTRUENTS           |                                           |                                           |                                           |                                           |                                           |                                           |                                           |                                           |                                           |                                           |
| OCCLUSIVES           |                                           |                                           |                                           |                                           |                                           |                                           |                                           |                                           |                                           |                                           |
| Stops                |                                           |                                           |                                           |                                           |                                           |                                           |                                           |                                           |                                           |                                           |
| unaspirated          | b                                         | d                                         | dy                                        |                                           | g                                         |                                           |                                           |                                           |                                           |                                           |
| aspirated            | p                                         | t                                         | ty                                        |                                           | k                                         | p̍                                         | t̍                                         | t̍y                                        |                                           | k̍                                         |
| Affricates           |                                           |                                           |                                           |                                           |                                           |                                           |                                           |                                           |                                           |                                           |
| unaspirated          |                                           | z                                         | z̄                                         | z̥                                         |                                           |                                           |                                           |                                           |                                           |                                           |
| aspirated            |                                           | c                                         | c̄                                         | c̥                                         |                                           |                                           | c̍                                         | c̄̍                                         | c̥̍                                         |                                           |
| SIBILANTS            |                                           | s                                         | s̄                                         | s̥                                         |                                           |                                           | s̍                                         | s̄̍                                         | s̥̍                                         |                                           |
| SONORANTS            |                                           |                                           |                                           |                                           |                                           |                                           |                                           |                                           |                                           |                                           |
| Nasals               | m                                         | n                                         |                                           |                                           |                                           | m̍                                         | n̍                                         |                                           |                                           |                                           |
| Semivowels and flaps | w                                         | r                                         | y                                         |                                           |                                           | w̍                                         | r̍                                         | y̍                                         |                                           |                                           |
| OTHER                | ʔ(glottal plosive), h (glottal fricative) | ʔ(glottal plosive), h (glottal fricative) | ʔ(glottal plosive), h (glottal fricative) | ʔ(glottal plosive), h (glottal fricative) | ʔ(glottal plosive), h (glottal fricative) | ʔ(glottal plosive), h (glottal fricative) | ʔ(glottal plosive), h (glottal fricative) | ʔ(glottal plosive), h (glottal fricative) | ʔ(glottal plosive), h (glottal fricative) | ʔ(glottal plosive), h (glottal fricative) |

В акома 5 гласных фонем и три тона (V́ — rising, V̂ — falling, V̍ — glottal). Каждая словоформа должна иметь как минимум один гласный под тоном.  
|           | Front |   | Central | Back |
| --------- | ----- | - | ------- | ---- |
| Close     | i     |   | ɨ       | u    |
| Close-mid |       | e |         |      |
| Open      |       |   | a       |      |

### Морфология

#### Немаркированные формы
В акома существительное в неопределенной форме (без посессивного или числового показателя) и инфинитив глагола неотличимы. В примере ниже в предложении (1) словоформа ʔûyáasbáan̍i выступает как инфинитив, тогда как в предложении (2) образует словосочетание grinding stone вместе с y̍âuni (камень). Исключение составляют существительные, образованные от глагольной основы при помощи аффикса-номинализатора. Избежать двусмысленности помогает тот факт, что наиболее употребимые существительные (термины родства, титулы, названия частей тела и артефакты) относятся к категории неотчуждаемых и поэтому всегда несут на себе посессивный показатель. 
[Miller 1965, 175]
(1) gáik̍a s̥aʔáu níus̍̄iicasí k̍a(osterizer) kí zíi we̍e héey̍a ʔûyáasbáan̍i
gáik̍a s̥a-ʔáu ni-úus̍̄íiza-sí k̍a-(osterizer) kí zíi we̍e héey̍a ʔûyáasbáan̍i
would SG:my-sister FUT-borrow-SUB1:OBJ3 her/his(osterizer) at things the with grind
I was going to borrow my sister’s osterizer to grind it with. 

(2) y̍âuni ʔûyáasbáan̍i dyɨ́ suy̍a̍aspa
y̍âu-ni ʔûyáasbáan̍i dyɨ́ sa-uwáa-aawa- sɨpha
stone-NOM grind on SUB1-OPl-grind-SUB1Sing:OBJ3Pl
I ground them [the cedar] on a grinding stone. 

#### Дескриптивы[8]
В акома отсутствуют прилагательные, их заменяет особый класс глаголов, которые Мэринг называет дескриптивами. 
[Maring 1967, 96]
(1) s̄amúca
s̄amú-ca
be white-DESC
It is white. 
[Maring 1967, 96]
(2) cʔit̍a
ci-it̍a
SUB3-long
It is long.

#### Временная система[9]
В языке акома только будущее время выражается в словоформе, настоящее и прошедшее времена различаются при помощи соответствующих наречий. 
 [Maring 1967, 83]
(1) s̥aʔát̍a
sa-aʔát̍a
SUB1-build
I build.

(2) naʔát̍aas̥ii
na-aʔát̍a-sii
FUT–build-SUB1Sing
I will build. 

## Условные обозначения
- SUB1:OBJ1 — первое лицо субъекта, первое лицо объекта (оба выражены)
- SUB1:(OBJ1) — первое лицо субъекта; данная клитика может также кодировать первое лицо объекта, однако объект отсутствует
- SUB1Sing:OBJ3Pl — субъект первого лица в единственном числе, объект третьего лица во множественном числе
- SUB3 — третье лицо субъекта
- OBJ3 — третье лицо объекта
- CONT — континуатив
- COMP — комплетив
- DESC — дескриптив
- DUB — дубитатив
- INCH — инхоатив
- NOM — номинализатор
- FUT — будущее время
- SDual — двойственное число субъекта
- SPl — множественное число субъекта
- OPl — множественное число объекта